# Провал (озеро, Пятигорск)
Прова́л — природный колодец карстово-тектонического происхождения на южном склоне горы Машук в Пятигорске.

## Описание
Провал представляет собой подземную пещеру, образовавшуюся под действием минеральных вод. Содержащийся в них сероводород, испаряясь, постепенно разрушал известняковую породу. В результате пещерный свод не выдержал, и образовалась воронка диаметром около 15 метров и высотой 41 м, грот и озеро, глубина которого составляет 11 метров. Красивый бирюзовый цвет наполняющей водоём минеральной воды обусловлен высоким содержанием серы и присутствием в ней определённых бактерий. Температура воды от 26 °C до 42 °C.

## История
Провал впервые исследовал Пётр Симон Паллас в 1793 году. Учёный изучил пещеру сверху, измерил глубину воронки и описал её вид. В то время на дне Провала были два озера, соединённые узким проливом.
Местные жители называли озеро «адская бездна» и считали, что в нём обитает огнедышащее чудище, которое по ночам кружит над городом в поисках жертв. Тем не менее одной из забав «водяного общества» были танцы над бездной: по инициативе князя В. С. Голицына архитекторы братья Бернардацци соорудили в 1837 году помост над Провалом, на котором желающие танцевали кадриль. В 1837 году по инициативе князя Голицына устроен мост над пещерой, с которого спускалась корзина с туристами.
Первый спуск в Провал с научными целями был осуществлён в 1857 году. В нём приняли участие известный исследователь минеральных вод Фёдор Александрович Баталин, директор Тифлисской физической обсерватории А. Ф. Мориц, офицеры-топографы и землемеры. Были измерены глубина озера, температура и состав воды.
15 (27) июля 1858 года завершена проходка тоннеля «на южной покатости горы Машук длиною в 22,5 погонных сажени» (43,7 метра), начатая 14 (26) ноября 1857 года на средства московского почётного гражданина чиновника-филантропа П. А. Лазарика. Перед входом в тоннель сделана была площадка «к оконченному… тоннелю разработана дорога от Михайловской галереи на протяжении 420 погонных сажен и в 3 сажени шириной». 23 августа (4 сентября) состоялось торжественное открытие («освящение») тоннеля и к этому дню для проезда в карете ставропольского архиерея Игнатия Брянчанинова и его брата — ставропольского губернатора от «Вельяминовского шоссе» проложена дорога к Провалу.
После пробития тоннеля доступ к озеру стал гораздо проще, количество посетителей многократно увеличилось, воду стали принимать в лечебных целях.
В 1864 году случился невиданный прежде приток воды в озере Провал. Вода текла прямо через тоннель и достигла двух тысяч вёдер в час.
В 1866 году площадка у входа в Провал ограждена каменной стеной.
После торжественного освящения тоннеля и озера в 1885 году в гроте Провала в специальной нише была установлена икона Божией Матери «Всех скорбящих Радость», которая затем была заменена на икону Великомученика и Целителя Пантелеимона.
Скульптуры двух львов, охраняющие вход в пещеру, выполнены по эскизу скульптора И. Ф. Шаховской и установлены в середине XX века. В 2008 году также у входа поставлена металлическая скульптура Остапа Бендера со стулом из книги «Двенадцать стульев», по сюжету которой главные герои посещают Пятигорск.

## Галерея

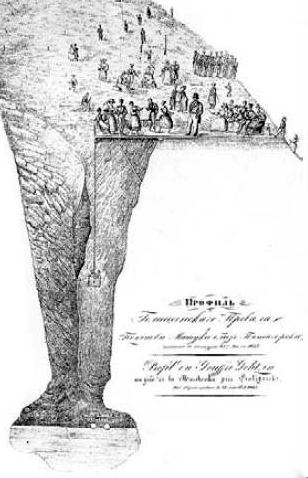
Схема Провала. Гравюра 1837 года
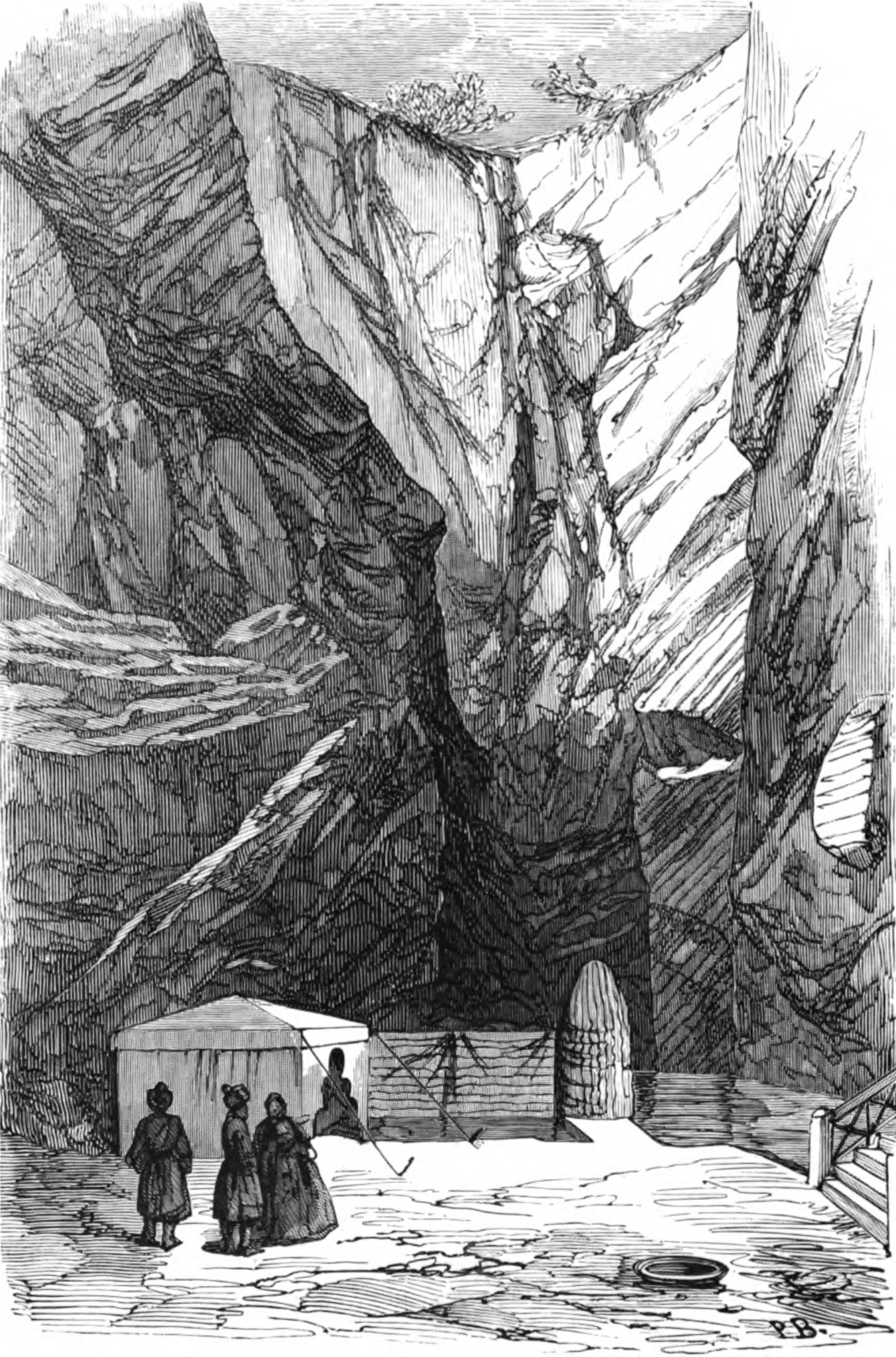
Провал в 1859 году
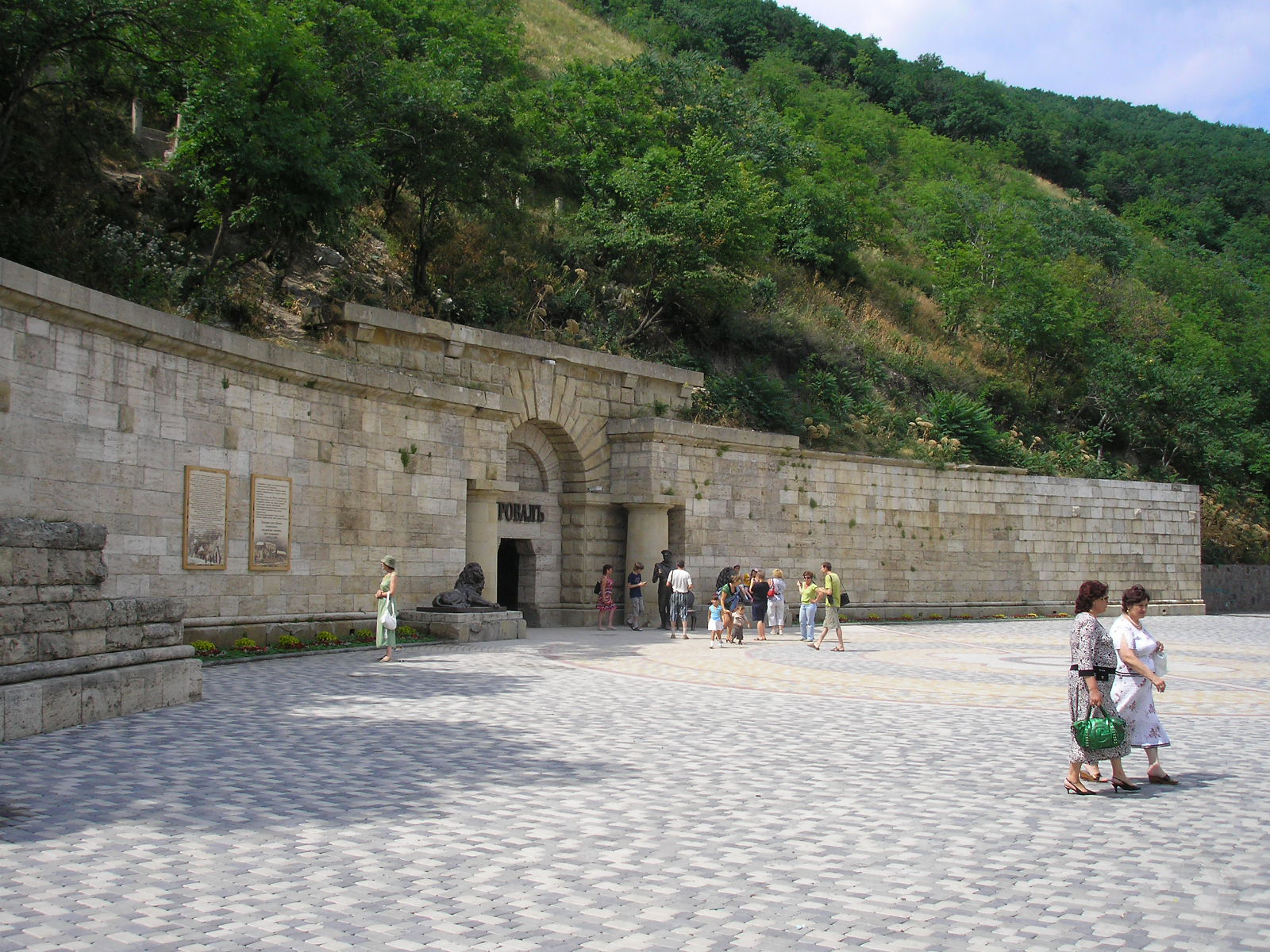
Вход в Провал
Скульптура Остапа Бендера у входа
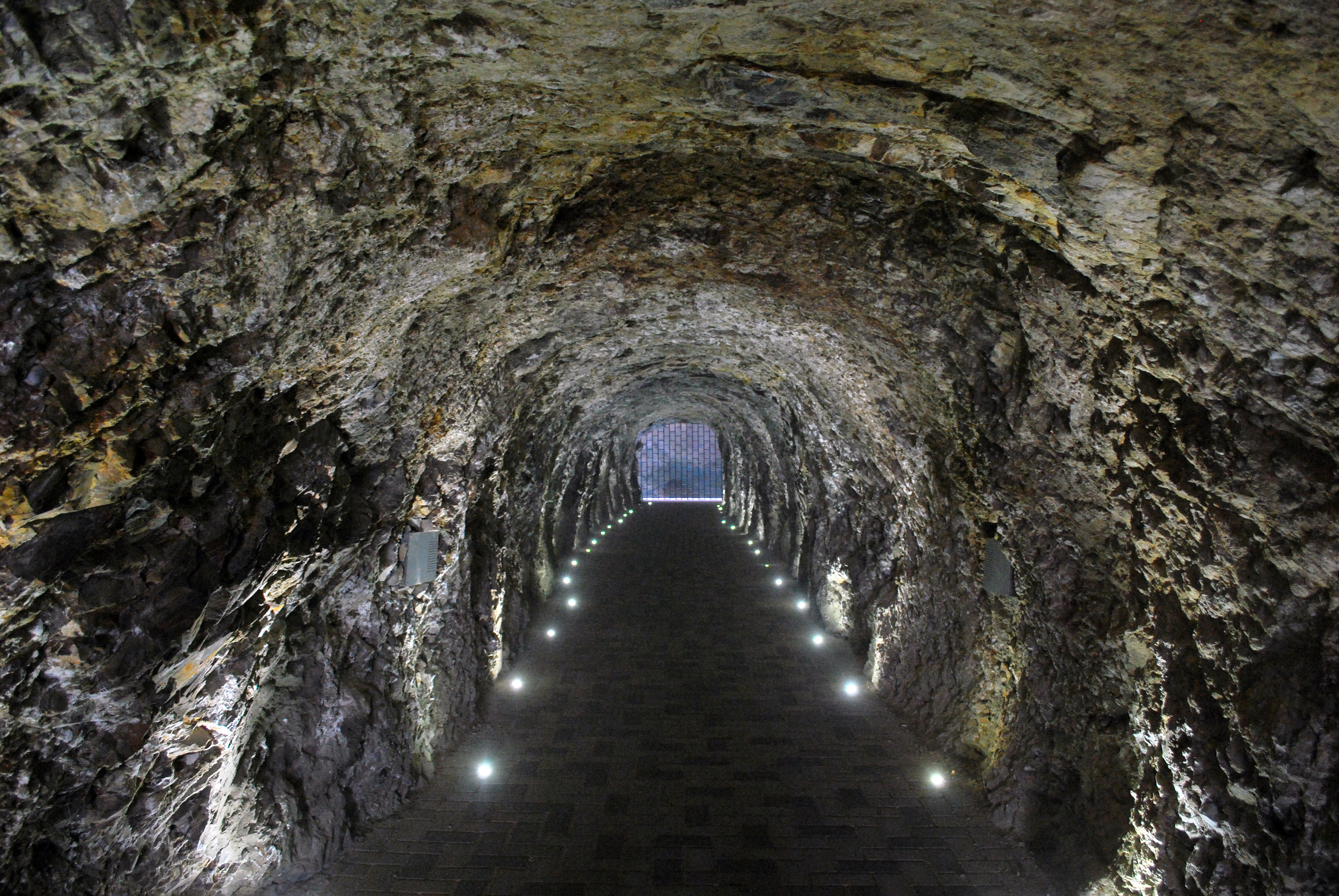
Тоннель к озеру
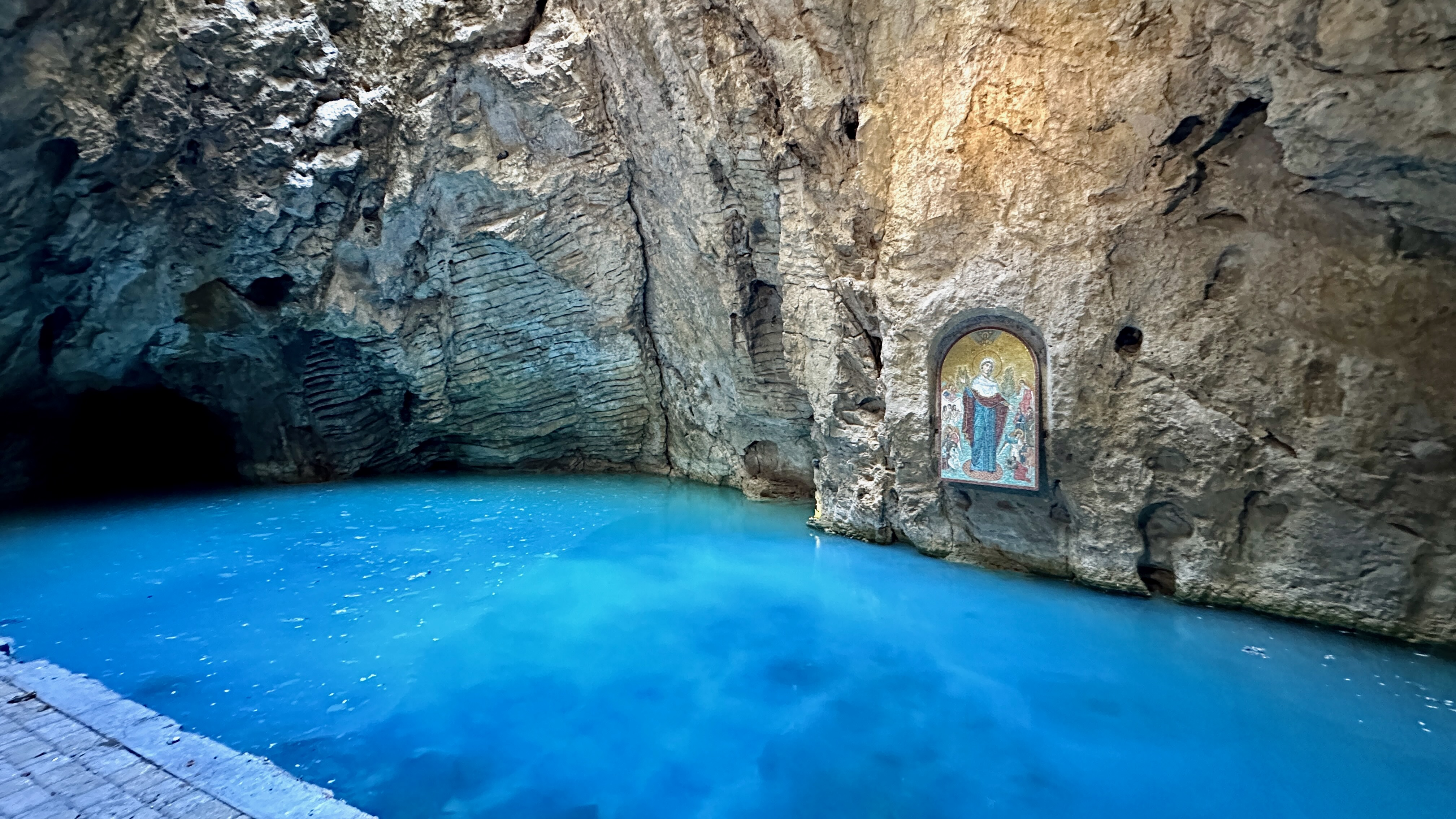
Озеро внутри
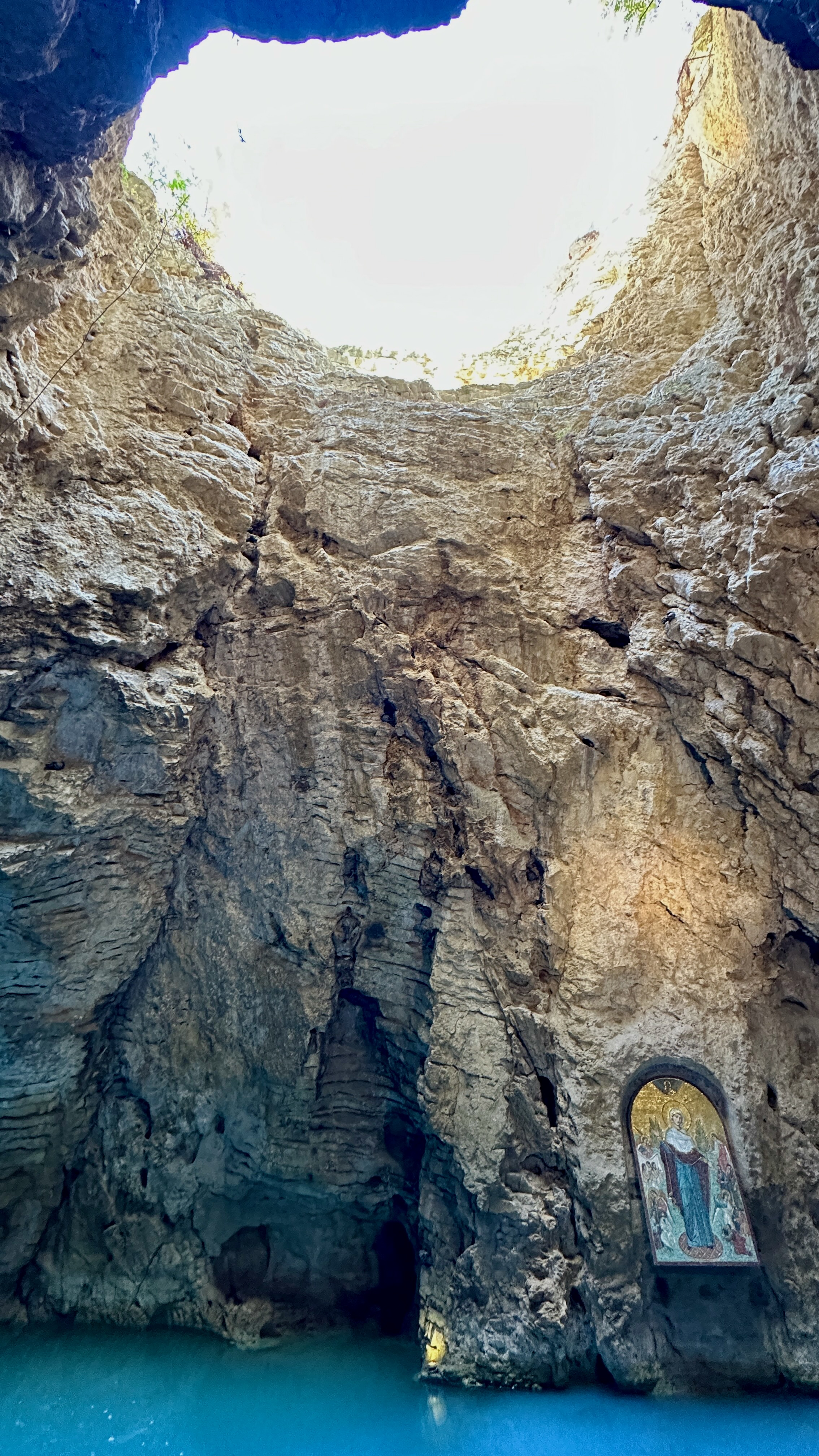
Вид от озера снизу вверх
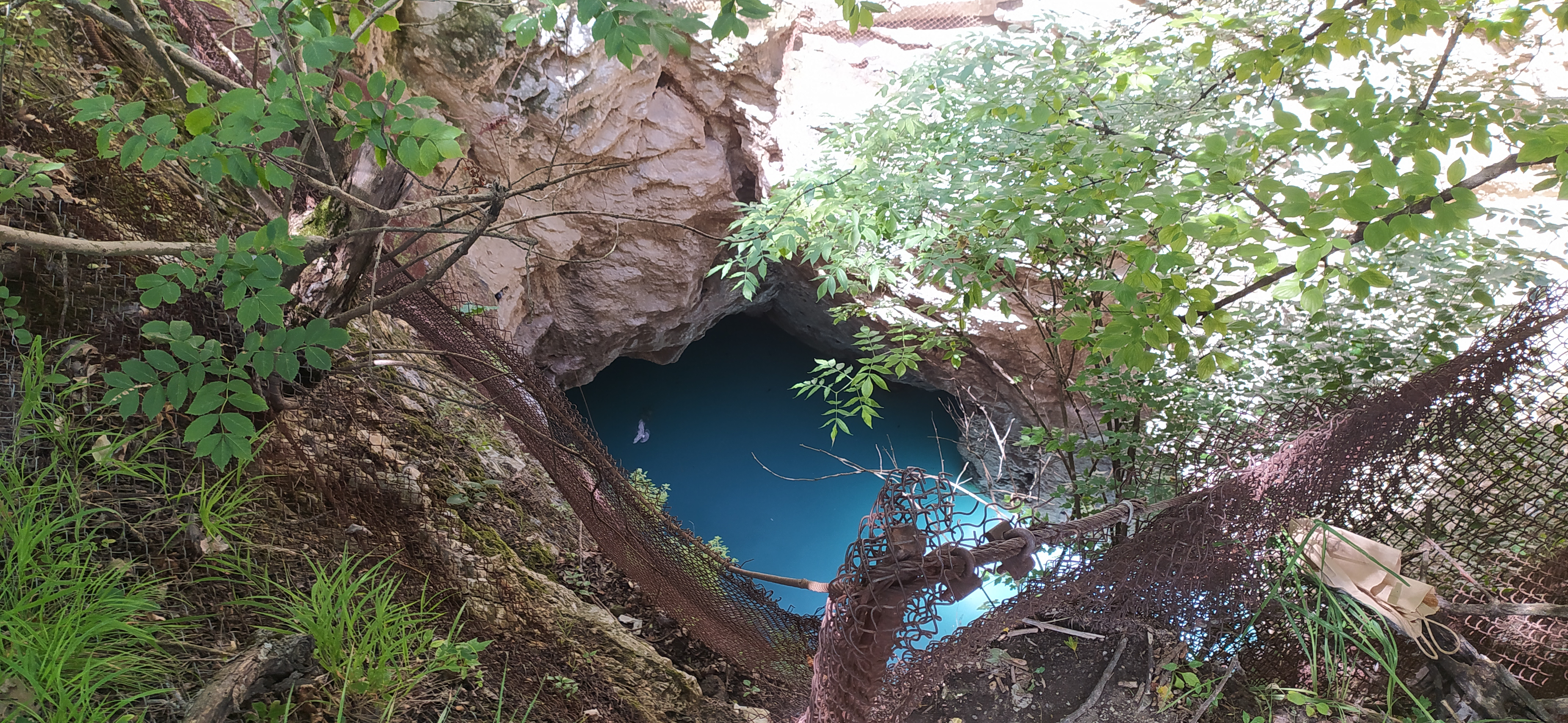
Вид с горы

## В искусстве
- М. Ю. Лермонтов писал в «Княжне Мери»[7]:«Вечером многочисленное общество отправлялось пешком к Провалу. По мнению здешних учёных, этот провал не что иное, как угасший кратер; он находится на отлогости Машука, в версте от города. К нему ведёт узкая тропинка между кустарников и скал…».
- В произведении Ильфа и Петрова «Двенадцать стульев» (1927) Остап Бендер был очень удивлён, узнав, что «город не догадался до сих пор брать гривенники за вход в Провал»[8] и приступил к продаже билетов. Через год после выхода «Двенадцати стульев» за вход действительно стали брать плату. Сейчас вход на Провал бесплатен.
- В экранизации «Двенадцать стульев» (1971) Л. И. Гайдая роль Провала исполнил Грот Лермонтова в Пятигорске[9].
- Вход в Провал показан в фильме «Петля» (1983) по сценарию Аркадия Адамова.